# Кліщевський Денис Миколайович
Дени́с Микола́йович Кліще́вський — молодший лейтенант запасу Збройних сил України, учасник російсько-української війни.

## Життєпис
Походить з сім'ї військових. Займався рекламою, працював на одному з національних телеканалів.
Після заяви Путіна, що Рада Федерації надала дозвіл використовувати війська поза межами Росії, Денис з старшим братом вирішили йти на фронт — але по черзі, розуміли, що це буде дуже тяжко витерпіти матері, і шоб коли із кимось станеться недобре, інший допомагатиме.
На початку березня 2014-го пішов у військкомат. Не взяли — не служив в армії. Вирішив йти в один з батальйонів Національної гвардії. У червні потрапив у добровольчий батальйон (який приєднався до Нацгвардії), на початку червня проходив підготовку в Петрівцях. Через півтора місяця зрозумів — йому «добробати» не підходять. 2 тижні навчався на командира безвідкатної гармати (на Яворівському полігоні); після розподілу потрапив до 93-ї механізованої бригади в піхоту, тому опанував нову спеціальність — кулеметник.
Кіборг. 29 жовтня вирушив до зони боїв, підрозділ потрапив у Піски Донецької області. Дорогою БМП зламався, коли приїхали, одразу потрапили під обстріл. 14 листопада підрозділ зазнав перших бойових втрат — їх тоді вперше обстріляли «Градами». Тоді загинув В'ячеслав Левицький. До 7 грудня обстріли велися майже безперервно. 6 січня 2015 року Дениса і побратима з позивним «Пузо» відправили в Донецький аеропорт — як арткорегувальників.
Не були морально готові до так званих «зелених коридорів» — на мосту біля Путилівської розв'язки їх обшукували офіцери з російськими нашивками.
11 січня помітив розвідувальну групу — просувалася в бік нового термінала; наступали 20—25 осіб. Повідомили хлопців у терміналі — приготуватися, викликали артилерію та штурмовиків 82-м калібром мінометів. Вийшли дві людини, через кілька годин ще двоє, терористи зазнали досить великих втрат.
13 січня вранці з боку будинків-близнюків виїхав танк, перший його постріл пішов угору та влучив у вежу на рівні 5—6 поверху. Вибухова хвиля зачепила до першого поверху, у захисників було багато «трьохсотих»; термінової евакуації потребували капелан Олександр Пастух (реформаторська церква) та комендант — офіцер 80-ї бригади «Грін». Після 18-го пострілу дві третини вежі обвалилися. Вночі проти 14 січня евакуйовували поранених; тоді до них приєднався новий комендант з 81-ї бригади. 14 січня відпрацювала українська артилерія, яку захисники корегували — «сєпари» знову зазнали втрат. 15 січня їх знову обстріляли з танка — протягом 2 годин прямим наведенням, з відстані кілометра, затихаючи на 15—20 хвилин. Вибухи відкидали кіборгів на півтора метра вбік, вони вставали і знову рухались до стіни. Із 4 хлопців на вежі двоє зазнали важких поранень. Командиру «Дев'ятому» осколок зірвав каску і влучив у голову, відкрита черепно-мозкова травма. Бійцю з позивним «Кук» осколок влучив у живіт, згодом йому видалили нирку.
16 січня прийшла підмога з 7 (!) бійців, зважаючи на те, що багатьох поранених евакуювали, захисників було 17 осіб. Того ж дня надійшов наказ — 6 бійців перекинути на пожежну вежу. Бійці зайняли третю точку в аеропорті — пожежну станцію. Три дні поспіль їм обіцяли підмогу, заспокоювали — скоро все зміниться, ви не знаєте всієї ситуації на фронті. Щоночі вояки обливали будівлю соляркою та були готові в будь-яку мить усе підпалити — щоб не залишити ворогові боєкомплект. Вони були готові виходити пішки, але наказів не надходило. Того дня ворог увесь вогонь спрямував на новий термінал. Комендант «Веселий» викликав вогонь на себе — щоб пробити дах термінала та накрити противника на 4 та 3 поверхах. 16—17 січня вогонь української артилерії значно ущільнився — працювали артилерія, міномети, «Гради», «Смерчі», «Урагани»: підійшли резерви.
Корегувати було дуже важко — не завжди розумів, де хто стріляє; одночасно могло бути до 20 вибухів з обох сторін. Згодом захисники побачили — з північної частини наближається колона техніки: танки, БМП, МТЛБ з українськими прапорами. Спочатку думали — противник хоче ввести в оману. Довго виходили «на штаб», запитували — що за техніка наближається? Їм майже не було чим оборонятися і тому зарядили те, що лишилося, й чекали. Те, що це наші, зрозуміли, коли вже розгледіли форму — вони проривалися на монастир, де перебували терористи (дорогу до аеропорту тоді намагалися пробивати з кількох напрямків). Коли захисники почали пересуватися по диспетчерській вежі — в колоні сприйняли їх за ворога. Їм кричали: «Не біжіть сюди», але вони не чули, і відкрили вогонь із БМП. Обійшлися без «трьохсотих», але вони самі натрапили на розтяжки. Троє з наступаючих зазнали поранень, один потім помер. Частина з наступаючих лишилася на вежі, 4 БМП із десантом прорвалися до монастиря. Вояків деблокували — 3 доби були в оточенні й не могли вивезти «трьохсотих». Однак 4 БМП, які пішли на монастир, застрягли і не могли — протитанковий рів, їх обстрілюють. Вояки Ми отримали наказ — об'єднатися з ними, і разом закріпитися на опорному пункті (на території Донецька). Частина бійців лишилася з пораненими, близько 20 осіб пішли з ними. Паралельно йшли групи на Спартак та на «Вольво-центр»; головне завдання операцій — перенести фронт в глиб Донецька і відсунути лінію зіткнення від нового термінала та диспетчерської вежі. По дорозі їх обстріляли свої з «пожежки» — бо не знали, що атакують. Потім група увесь ворожий вогонь зосередила на собі. У цей час поранило командира «Нортона», частина бійців повернулися з ним на диспетчерську вишку. Дорогою наступаючі захопили обсерваторію, противник відступив. Командування групою передали Денису; він вирішив вести групу на з'єднання з силами в монастирі — чув, що в них також поранені і їм дуже потрібна підтримка. У дорозі їх «накрили» «Гради» й міномети, обстрілювали снайпери; бачили трьох загиблих вояків з 6-ї роти. Ближче до монастиря побачили БМП, у них було кілька «трьохсотих»; майор, командир роти, вирішив евакуйовувати людей. Тривали обстріли за обстрілами, вояки сховалися за бруствером. До монастиря рушили 2 ворожі танки. Денис як корегувальник викликав вогонь на позиції ворога, почалася позиційна війна. Наказ відходити, але — їх 55 осіб і всього 3 БМП. Група розділилася на 2 частини: перша мала повертатися на диспетчерську вежу, зайняти позицію і тримати її, друга — виїхати з аеропорту у Водяне. «Двохсотих» закинули на броню, «трьохсотих» повантажили в БМП. Поїхала деблокуюча рота, решта йшли пішки, ворог підсвічував освітлювальними мінами, але вояки синхронно падали, щоб не помітили.
На вежу їх повернулося близько 15 осіб. За пів дня важких боїв вони залишилися на тому ж місці, що й були. Уночі отримали наказ — відхід з вежі. Довго їхали під обстрілами, але вибралися у селище Водяне.
У лютому Денис дізнався, що його звинуватили в «самовільному залишенні частини» — за документами у січні його взагалі не було в зоні АТО: щойно Кліщевського відправили в аеропорт, начальник штабу подав прізвище у ці списки. Ще над те — канцеляристи написали, що він був відсутній з 1 по 31 січня (хоча в аеропорт потрапив 6 січня) — за документами в аеропорту його не було.
У травні 2015 року призвали і його брата. Воював у 2015—2016 роках — зокрема у Зайцевому (57-ма бригада).
Станом на серпень 2019 року працює в приватному підприємстві в Києві

## Нагороди та вшанування
- Указом Президента України № 19/2020 від 21 січня 2020 року за «особисту мужність і самовіддані дії, виявлені у захисті державного суверенітету та територіальної цілісності України» нагороджений орденом За мужність III ступеня[4].